# Богородицкий завод технохимических изделий
БЗТХИ (ОАО «Богородицкий завод технохимических изделий» ) — бывшее  предприятие в г. Богородицк (Тульская область), специализировавшееся на производстве электрооптики, акустооптики, лазерной техники, компонентов радиоламп и других электротехнических изделий. Создало, по заказу ЦЕРНа, кристаллы-сцинтилляторы PWO.

## История
Богородицкий завод «БЗТХИ» был основан в 1962 году. Предприятие специализировалось на производстве технохимических изделий. С самого начала своей деятельности завод выступал как градообразующее предприятие. По итогам пятилеток 140 работников завода были награждены орденами и медалями СССР. Предприятие было удостоено звания «высокой культуры труда и НОТ».
В 1973 году завод стал производить оксидные кристаллы. 
Завод наладил производство:
- кристаллов ниобата лития и заготовок из них для электрооптических затворов;
- пластин для интегральной оптики;
- пластин для фильтров на ПАВ, акустооптических затворов;
- производил элементы из граната и алюмината иттрия для твердотельных лазеров, излучателей для технологических лазеров (квантроны), а затем и лазерных установок нелетального действия[1].

Также, завод мог изготавливать инновационные изделия из материалов-сцинтилляторов: 
- компоненты систем неразрушающего дистанционного контроля;
- эффективных геологоразведочных зондов (ядерный каротаж);
- позитронно-эмиссионных томографов.

C 1994 года завод стал Открытым акционерным обществом. В том же году завод начал поставлять  ЦЕРНу кристаллы вольфрамата свинца (PWO) для Большого адронного коллайдера (БАК). За вклад в создание детектора CMS для БАКа предприятие удостоено награды научного сообщества CMS-коллаборации — CMS Crystal Award of the Year 2008.
С начала 2010 года для завода настали тяжёлые времена, 25 февраля начался процесс банкротства. Большинство рабочих было сокращено. 29 ноября решением суда предприятие было признано банкротом и выставлено на торги.